# Kostolište
Kostolište (allemand : Kirchenplatz ) est un village de Slovaquie situé dans la région de Bratislava.

## Histoire
Première mention écrite du village en 1271.

## Démographie

### Évolution de la population
| Année:               | 1994. | 2004.    | 2014.    | 2024.    |
| -------------------- | ----- | -------- | -------- | -------- |
| Nombre de personnes: | 853   | 1034     | 1340     | 2344     |
| Différence:          |       | +21,21 % | +29,59 % | +74,92 % |

| Année:               | 2023. | 2024.   |
| -------------------- | ----- | ------- |
| Nombre de personnes: | 2259  | 2344    |
| Différence:          |       | +3,76 % |

## Politique
| Nom            | Parti politique      | date de l'élection | Fin du mandat |
| -------------- | -------------------- | ------------------ | ------------- |
| Hubert Danihel | Candidat indépendant | 02.12.2006         | Déc. 2010     |